# Tipula sinarctica
Tipula sinarctica är en tvåvingeart som beskrevs av Yang 1993. Tipula sinarctica ingår i släktet Tipula och familjen storharkrankar. Inga underarter finns listade i Catalogue of Life.